# Zohra Bensemra
Zohra Bensemra (sinh năm 1968) là một nữ nhiếp ảnh gia người Algeria làm việc tại Trung Đông và Bắc Phi.

## Tiểu sử
Zohra Bensemra sinh ra ở Algiers, thủ đô và thành phố lớn nhất của Algeria, vào năm 1968, và lớn lên khi nhìn thấy anh trai của cô chụp ảnh nghiệp dư. Khoảng sáu tuổi, cô bắt đầu bắt chước anh và lấy máy ảnh của anh ra chụp khi anh không ở nhà. Một ngày nọ, anh trai cô phát hiện ra những gì cô đã làm và hét lên với cô, nhưng sau đó cô có một chiếc máy ảnh nhỏ cho chính mình và cô bắt đầu bằng cách chụp ảnh các bạn cùng lớp và tình yêu nhiếp ảnh của cô đã phát triển từ đó.
Bensemra đã làm việc như một phóng viên ảnh từ năm 1990. Cô nói trong hồ sơ Reuters của mình rằng cô cảm thấy cô lần đầu tiên trở thành và cảm thấy như một nhiếp ảnh gia vào năm 1995; lần đầu tiên cô từng thấy xác chết trong đời. Có một vụ đánh bom xe hơi ở trung tâm thủ đô Algeria, gần đồn cảnh sát và tờ báo nơi cô đang làm việc. Điều đầu tiên cô nhìn thấy là cơ thể của một người phụ nữ bị cháy trên mặt đất và không thể giữ được cảm xúc của cô nguyên vẹn. Vì vậy, trong khi cô ấy đã rơi nước mắt, cô quyết định chụp ảnh xác chết. Khi cô ấy trở lại văn phòng, vẫn còn khóc, cô ấy bắt đầu chọn ra những bức ảnh mà cô ấy muốn rửa, nhưng lại sợ hãi. Ngày hôm sau cô tỉnh dậy cảm giác như một người hoàn toàn khác, sẵn sàng đối mặt với bất cứ điều gì và trở thành một nhiếp ảnh gia thực sự. Cô tin chắc rằng để thành công, đặc biệt là trong các công việc như thế này, bạn phải học cách chấp nhận những thách thức đi kèm với nó.
Ban đầu cô làm việc cho Reuters với tư cách là phóng viên nghiệp dư trong cuộc nội chiến Algeria năm 1997. Năm 2000, cô đã tường thuật về cuộc xung đột giữa người Albania và người Serbia ở Macedonia. Cô được gửi đến Iraq năm 2003. Khi làm việc tại Najaf, cô trở thành nhiếp ảnh gia cho Reuters. Từ đó, cô đã tường thuật cuộc trưng cầu dân ý độc lập của Nam Sudan, năm 2011, Cách mạng Tunisia và cuộc nội chiến Libya (2011).
Cuộc cách mạng Tunisia, Bensemra nói, là nhiệm vụ để lại dấu ấn lớn nhất cho cô bởi vì cô không bao giờ nghĩ ngày này sẽ đến khi người Tunisia nổi dậy chống lại người cai trị, đặc biệt khi nhà nước đã ra sức kiểm soát như thế nào. Cô đến Tunis vào ngày 14 tháng 1 năm 2011, ngay khi một nhóm lớn người tụ tập bên ngoài Bộ nội vụ đòi hỏi vị tổng thống hiện tại, Zine al-Albidine Ben Ali phải từ chức. Cô không chỉ bị ấn tượng bởi số lượng đông đảo của những người đã có mặt tại đó, mà còn bởi sự trưởng thành và tôn trọng trong cách thức họ yêu cầu quyền tự do ngôn luận của họ.
Năm 2011, các bức ảnh của Bensemra được trưng bày tại tòa nhà Deutsche Bank ở Frankfurt, Đức. Giám đốc nghệ thuật toàn cầu của ngân hàng, Friedhelm Hütte, nhận xét: "Bensemra là một nghệ sĩ quan trọng đối với chúng tôi khi cô ấy biết cách ddi xuyên qua biên giới của tâm trí để lại ấn tượng lâu dài và ý nghĩa. Cô ấy có khả năng thể hiện các điểm nhấn nền tảng và các vấn đề trong các xung đột hiện nay." Năm 2012, cô đến thăm và chụp ảnh ở Syria
Công việc của cô thường bao gồm "xung đột, các vấn đề nhân đạo và những câu chuyện về phụ nữ và chính trị" và phần lớn có trụ sở tại các quốc gia bị xung đột nội bộ - xã hội, kinh tế hoặc nhân đạo. Bensemra nói rằng mục tiêu của mình khi chụp ảnh sự kiện là để thúc đẩy sự hiểu biết tốt hơn về cuộc xung đột để thách thức những người có quyền lực để cải thiện tình hình. Nhiệm vụ yêu thích của cô là những câu chuyện liên quan đến cuộc đấu tranh của người dân về quyền công dân và nhân quyền chống lại các lực lượng thống trị.
Vào năm 2017, Bensemra đã được chọn làm nhiếp ảnh gia của năm do báo The Guardian bình chọn.